# Spinopraonetha fuscomaculata
Spinopraonetha fuscomaculata är en skalbaggsart som beskrevs av Stefan von Breuning 1960. Spinopraonetha fuscomaculata ingår i släktet Spinopraonetha och familjen långhorningar.
Artens utbredningsområde är Sri Lanka. Inga underarter finns listade i Catalogue of Life.